# Mediothele australis
Espèce
Mediothele australis est une espèce d'araignées mygalomorphes de la famille des Hexathelidae.

## Distribution
Cette espèce est endémique de la région du Biobío au Chili.

## Description
Le mâle mesure 6,32 mm

## Publication originale
- Raven & Platnick, 1978 : A new genus of the spider family Dipluridae from Chile (Araneae, Mygalomorphae). Journal of Arachnology, vol. 6, no 1, p. 73-77 (texte intégral).